# Монте-Титано
Монте-Титано (італ. Monte Titano) — гора в Апенінах, найвища точка Сан-Марино, складена з вапняку.
Гора розташована на схід від столиці держави і досягає 750 м над рівнем моря.
Монте-Титано відома тим, що якраз стоячи на горі, Святий Марин 3 вересня 301 року вирішив заснувати перше поселення в новій державі.
Сама гора має три вершини, на кожній із них побудована вежа — Гуаіта, Честа і Монтале, які входять в комплекс Трьох веж Сан-Марино.
В 13 км від Монте-Титано розташоване Адріатичне море.
Адміністративно гора відноситься до Борго-Маджоре.

## Цікаві факти
- Три вежі Сан-Марино зображені на гербі і прапорі Сан-Марино, відомих ще з XIV століття.[2]